# Đông Sơn, Tam Điệp
Đông Sơn là một xã thuộc thành phố Tam Điệp, tỉnh Ninh Bình, Việt Nam.

## Địa lý
Xã Đông Sơn cách trung tâm thành phố Ninh Bình 19 km, có vị trí địa lý:
- Phía đông giáp huyện Yên Mô
- Phía tây giáp phường Nam Sơn
- Phía nam giáp huyện Yên Mô và tỉnh Thanh Hóa
- Phía bắc giáp phường Trung Sơn.

Xã Đông Sơn có diện tích là 20,68 km², dân số năm 2019 là 8.118 người, mật độ dân số đạt 393 người/km².

## Hành chính
Xã Đông Sơn được chia thành 12 thôn: 1, 2, 3, 4A, 4B, 4C, 5, 6, 7, 8, 9, 12.

## Lịch sử
Ngày 17 tháng 12 năm 1982, Hội đồng Bộ trưởng ban hành Quyết định số 200-HĐBT về việc thành lập xã Đông Sơn thuộc thị xã Tam Điệp mới thành lập trên cơ tách một phần diện tích và nhân khẩu của thị trấn Tam Điệp và hai xã Yên Bình, Yên Sơn thuộc huyện Tam Điệp.
Ngày 26 tháng 12 năm 1991, Quốc hội ban hành Nghị quyết về việc tái lập tỉnh Ninh Bình từ tỉnh Hà Nam Ninh cũ và xã Đông Sơn thuộc thị xã Tam Điệp, tỉnh Ninh Bình.
Ngày 10 tháng 4 năm 2015, Ủy ban Thường vụ Quốc hội ban hành Nghị quyết số 904/NQ-UBTVQH13 về việc thành lập thành phố Tam Điệp thuộc tỉnh Ninh Bình và xã Đông Sơn trực thuộc thành phố Tam Điệp.

## Kinh tế
Chợ Đông Sơn nằm ở thôn 5 là chợ trong danh sách các chợ loại 1, 2, 3 ở Ninh Bình.

### Nghề trồng dứa Tam Điệp
Đất đồi Đông Sơn phù hợp với việc trồng dứa cung cấp cho Nông trường Đồng Giao, Công ty cổ phần thực phẩm xuất khẩu Đồng Giao nằm tại địa bàn thành phố Tam Điệp.
Dứa Đồng Giao là thương hiệu nông sản của vùng đất Tam Điệp, Ninh Bình. Quả dứa Đồng Giao có mặt trong sách Top 50 trái cây đặc sản nổi tiếng nhất Việt Nam, đã được Cục Sở hữu trí tuệ bảo hộ chỉ dẫn địa lý. Dứa Đồng Giao cùng với cá rô Tổng Trường, dê núi và cơm cháy Ninh Bình được coi là những đặc sản ẩm thực tiêu biểu của Ninh Bình.

### Nghề trồng hoa đào
Đông Sơn cũng là địa bàn phát triển mạnh giống đào Tam Điệp, là loài cây cảnh tương truyền có từ thời Vua Quang Trung mở hội khao quân trong dịp tết trước khi tiến ra giải phóng Thăng Long. Đào phai Tam Điệp là loại hoa ghép nhiều tầng cánh như đào bích nhưng màu nhạt hơn, phơn phớt má hồng, được cho là màu mà nhiều người thiếu nữ, đượm vẻ thanh tao, kín đáo, kiêu kì.
Đông Sơn là một vùng trồng đào nổi tiếng của Ninh Bình, toàn xã có 12 thôn thì có 7 thôn trồng đào được công nhận làng nghề truyền thống, ước tính có khoảng 1.000 hộ trồng đào với diện tích trên dưới 130 ha.
Từ năm 2013, Câu lạc bộ thơ xã Đông Sơn đã xuất bản các tập thơ “Đây xứ hoa đào” và “ Sắc đào Đông Sơn” để quảng bá thương hiệu đào Đông Sơn, hình ảnh đất và người Đông Sơn nói riêng và Tam Điệp nói chung.

## Di tích

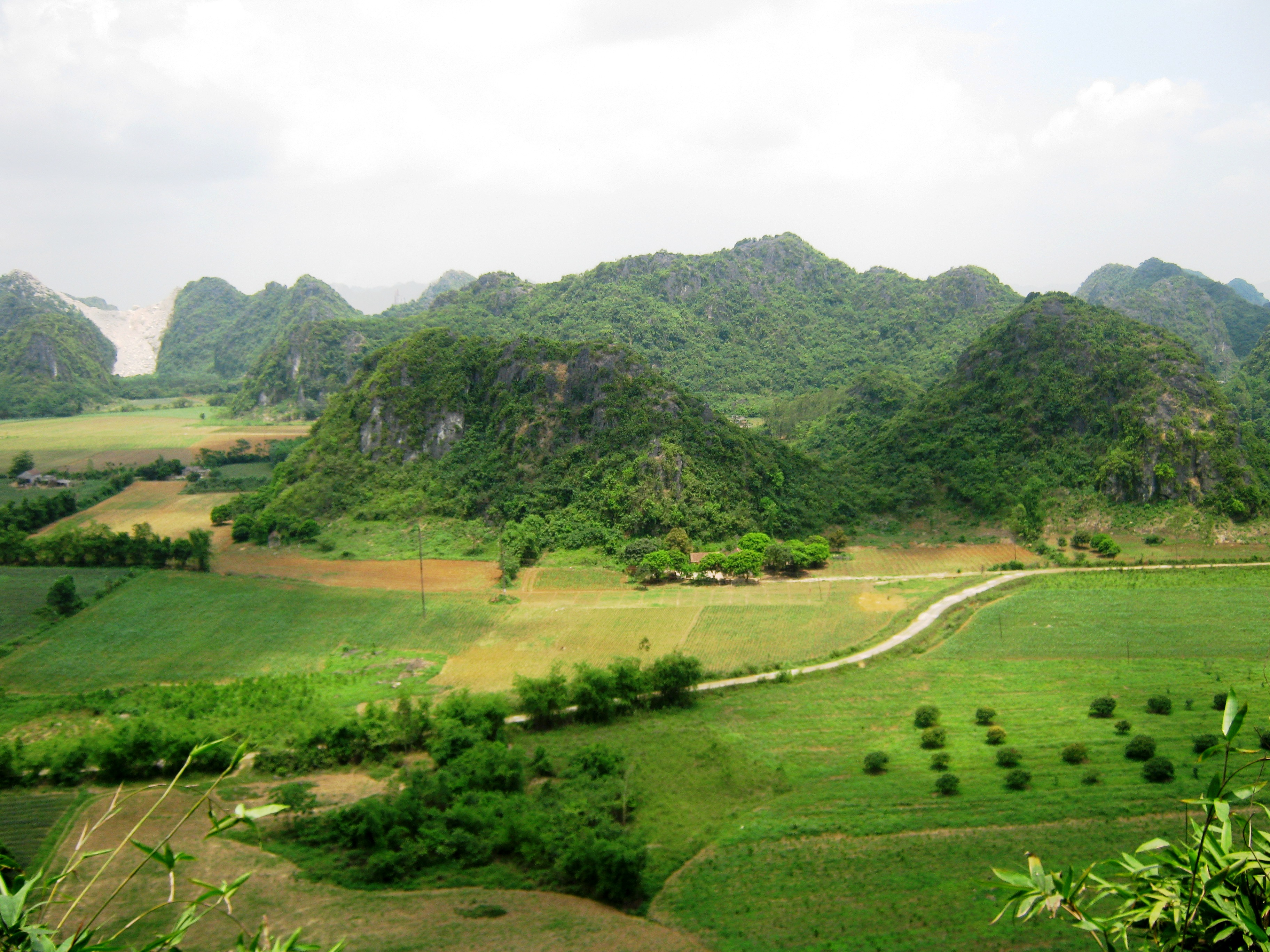
Hệ thống núi đá ở phòng tuyến Tam Điệp

Trên địa bàn xã Đông Sơn có khu B của quần thể di tích Phòng tuyến Tam Điệp là nơi ghi dấu cuộc chiến tranh giữa nghĩa quân Tây Sơn và quân Thanh.
Năm 1788, 29 vạn quân Thanh kéo sang Việt Nam, với lý do diệt Tây Sơn dựng lại nhà Hậu Lê. Ngô Thì Nhậm chọn đèo Tam Điệp là nơi ngăn cản quân Thanh. Đây là vị trí khá hiểm trở, núi non hùng vĩ như bức tường thành án ngữ giữa hai miền. Đồi núi thung lũng liên hoàn tạo thành khối vững chắc án ngữ Bắc-Nam, giúp Nguyễn Huệ công thủ, tiến thoái cất lương, giấu quân để mùa xuân kỷ dậu (1789) tiến ra kinh thành Thăng Long quét sạch 20 vạn quân Thanh viết nên trang sử vẻ vang của dân tộc Việt Nam.
Quần thể di tích lịch sử phòng tuyến Tam Điệp tại thành phố Tam Điệp được công nhận và xếp hạng gồm 2 khu, trong đó toàn bộ khu B thuộc địa phận xã Đông Sơn gồm: luỹ Quèn Thờ, luỹ Quang Trung, đền Quèn Thờ gắn với danh thắng động Trà Tu, hồ Yên Thắng, hồ Mừng, hồ Đoòng Đèn.
- Hồ Yên Thắng: Là một hồ nước lớn ở giáp giữa Tam Điệp và Yên Mô. Tại đây đang xây dựng khu liên hợp thể thao hồ Yên Thắng rộng 773 ha với sân Golf quy mô 54 lỗ.
- Luỹ Quèn Thờ: Địa danh ở xã Đông Sơn, thành phố Tam Điệp. Là vùng đồi núi, rừng rú hoang vu, năm xưa khi than chinh ra Bắc, vua Quang Trung đã lên thắp hương xin kế phá giặc ở đây. Tương truyền ngôi đền thờ thần Cao Sơn trước đó ở giữa lưng chừng núi. Vua Quang Trung đã được thần báo mộng và nhắc nhở xây đền lên đỉnh núi nếu thắng trận. Sau khi thắng trận vị vua này đã cho di rời Đền lên đỉnh núi.
- Động Trà Tu: là một nhóm hang động động còn giữ được nhiều nhũ đá tự nhiên, có dấu tích của con người thời kỳ văn hóa Hòa Bình, Bắc Sơn như hang Mo, hang Trâu, hang Cò, hang Khỉ.v.v. Cửa động quay về hướng đông bắc. Động có hai hang là hang Sáng và hang Tối. Hang Sáng ở bên ngoài, cửa động nhỏ, rộng 7m, cao hơn 5 m, bên trong như một cái dù cao khoảng 15 m, sâu gần 30 m có nhũ đá rủ xuống hình quả phật thủ, ngà voi, những con rồng, con trăn, con rắn, đàn rùa v.v. Từ hang Sáng có lối ở bên phải hang vào hang Tối, một ngách núi như một đường hầm khổng lồ dài hơn 100m. Từng đoạn lại có ngách rẽ trái, rẽ phải, có hai vách đá tách ra tạo thành đường lên trời, có ngách ăn sâu xuống thăm thẳm như đường xuống âm phủ. Nước ở nhũ đá rỏ xuống làm cho không khí mát lạnh.
- Hồ Đoòng Đèn thuộc địa phận xã Đông Sơn, diện tích 30 ha, hồ rộng và đẹp, giữa hồ có ngọn núi Lồng Đèn. Tương truyền trên đỉnh núi có ngọn đèn thắp sáng liên tục hàng đêm soi rọi cho cả một vùng rộng lớn.